# Кулинич, Аркадиуш
Аркадиуш Марцин Кулинич (род. 26 декабря 1994 года) — польский борец греко-римского стиля, призёр Европейских игр 2019 года.

## Биография
Родился в 1994 году. С 2007 года в ранге кадета выступает на международной арене. В 2011 году стал бронзовым призёром чемпионата мира среди юниоров в категории до 74 кг.  
В 2016 году принял участие в квалификационном турнире к Олимпийским играм, но занял только итоговое 12-е место и на Олимпиаду не прошёл.    
На Европейских играх в Минске, в 2019 году, в категории до 87 кг, стал бронзовым призёром.